# Zagrebačka nogometna zona 1966./67.
Zagrebačka nogometna zona  je bila jedna od četiri zone Prvenstva Hrvatske, te liga trećeg stupnja nogometnog prvenstva Jugoslavije u sezoni 1966./67. 
 
Sudjelovalo je 14 klubova, a prvak je bilo "Jedinstvo" iz Zagreba. 

## Ljestvica
| Poredak | Klub                | Utakmica | Pobjeda | Neodlučeno | Poraza | Postigli golova | Primili golova | Gol-razlika | Bodova |
| ------- | ------------------- | -------- | ------- | ---------- | ------ | --------------- | -------------- | ----------- | ------ |
| 1.      | Jedinstvo Zagreb    | 26       | 19      | 1          | 6      | 63              | 36             | +27         | 39     |
| 2.      | Elektrostroj Zagreb | 26       | 14      | 7          | 5      | 53              | 32             | +21         | 35     |
| 3.      | Sljeme Sesvete      | 26       | 13      | 9          | 14     | 64              | 45             | +19         | 35     |
| 4.      | MTČ Čakovec         | 26       | 13      | 5          | 7      | 42              | 34             | +8          | 31     |
| 5.      | Karlovac            | 26       | 13      | 4          | 9      | 61              | 40             | +21         | 30     |
| 6.      | Slaven Koprivnica   | 26       | 10      | 8          | 8      | 46              | 27             | +19         | 28     |
| 7.      | Metalac Zagreb      | 26       | 9       | 8          | 9      | 39              | 38             | +1          | 26     |
| 8.      | Metalac Sisak       | 26       | 8       | 9          | 8      | 40              | 42             | -2          | 25     |
| 9.      | Gavrilović Petrinja | 26       | 9       | 7          | 9      | 34              | 43             | -9          | 25     |
| 10.     | Sloga Čakovec       | 26       | 9       | 4          | 12     | 49              | 47             | +2          | 22     |
| 11.     | Rudeš Zagreb        | 26       | 9       | 3          | 14     | 41              | 52             | -11         | 21     |
| 12.     | Borac Zagreb        | 26       | 6       | 7          | 13     | 38              | 56             | -18         | 19     |
| 13.     | Jedinstvo Ogulin    | 26       | 7       | 2          | 17     | 38              | 70             | -32         | 16     |
| 14.     | Tehničar Karlovac   | 26       | 3       | 2          | 21     | 25              | 82             | -57         | 8      |

- Novi klubovi u sezoni 1967./68.: 
  - Segesta Sisak
  - Samobor
  - Oroteks Oroslavje
- Jedinstvo (Zagreb) sudjelovalo je u kvalifikacijama za Drugu saveznu ligu - Zapad s ostalim pobjednicima zona. Nije uspio.
- Segesta (Sisak) je ispala iz Druge savezne lige - Zapad i postala član Zagrebačke zone.

## Rezultatska križaljka
| kratica | klub                | BOR | ELS | JEDO | JEDZ | KAR | METS | METZ | MLA | MTČ | RUD | SLA | SLO | SLJE | TEH |
| --- | ------------------- | --- | --- | ---- | ---- | --- | ---- | ---- | --- | --- | --- | --- | --- | ---- | --- |
| BOR | Borac Zagreb        |     |     |      |      |     |      |      |     |     |     |     |     |      |     |
| ELS | Elektrostroj Zagreb |     |     |      |      |     |      |      |     |     |     |     |     |      |     |
| JEDO | Jedinstvo Ogulin    |     |     |      |      |     |      |      |     |     |     |     |     |      |     |
| JEDZ | Jedinstvo Zagreb    |     |     |      |      |     |      |      |     |     |     |     |     |      |     |
| KAR | Karlovac            |     |     |      |      |     |      |      |     |     |     |     |     |      |     |
| METS | Metalac Sisak       |     |     |      |      |     |      |      |     |     |     |     |     |      |     |
| METZ | Metalac Zagreb      |     |     |      |      |     |      |      |     |     |     |     |     |      |     |
| MLA | Gavrilović Petrinja |     |     |      |      |     |      |      |     |     |     |     |     |      |     |
| MTČ | MTČ Čakovec         |     |     |      |      |     |      |      |     |     |     |     |     |      |     |
| RUD | Rudeš Zagreb        |     |     |      |      |     |      |      |     |     |     |     |     |      |     |
| SLA | Slaven Koprivnica   |     |     |      |      |     |      |      |     |     |     |     |     |      |     |
| SLO | Sloga Čakovec       |     |     |      |      |     |      |      |     |     |     |     |     |      |     |
| SLJE | Sljeme Sesvete      |     |     |      |      |     |      |      |     |     |     |     |     |      |     |
| TEH | Tehničar Karlovac   |     |     |      |      |     |      |      |     |     |     |     |     |      |     |
| |                     |     |     |      |      |     |      |      |     |     |     |     |     |      |     |
| podebljan rezltat - utakmice od 1. do 13. kola (1. utakmica između klubova) rezultat normalne debljine - utakmice od 14. do 26. kola (2. utakmica između klubova) rezultat nakošen - nije vidljiv redoslijed odigravanja međusobnih utakmica iz dostupnih izvora rezultat smanjen * - iz dostupnih izvora nije uočljiv domaćin susreta prekrižen rezultat - poništena ili brisana utakmica p - utakmica prekinuta 3:0 p.f. / 0:3 p.f. - rezultat 3:0 bez borbe |                     |     |     |      |      |     |      |      |     |     |     |     |     |      |     |

 Izvori:

## Poveznice
- Dalmatinska zona 1966./67.
- Riječko-istarska zona 1966./67.
- Slavonska zona 1966./67.
- Varaždinska liga 1966./67.